# 715-ös busz (Magyarország)
A 715-ös jelzésű autóbuszvonal Szombathely, Bucsu és Felsőőr [Oberwart] között húzódik, amelyet a MÁV Személyszállítási Zrt. üzemeltet.

## Útvonala
A Vas megyei Szombathelyről indul. A városi buszállomásról a négysávos Petőfi Sándor úton kezdi el útját északnyugat felé, keresztezi a Bartók Béla körutat, majd az Óraház alatt tesz megállást, Szombathely egyik érdekes társasháza előtt. Tovább a Rohonci úton közlekedik Olad városrésze irányába, ahol a családiházas, falusias és a nagyvárosi nyüzsgő élet keveredik, melyet az Aranypatak lakóparknál hagy el.
Elsőnek az agglomerációban megtalálható Sé községet járja be. A járatok gyorsított jelleggel közlekednek a magyar szakaszon, így Sének csak a legforgalmasabb pontjából érhető el a 715-ös nemzetközi buszok célpontja, utána a vele majdhogy összenőtt Torony következik, aminek központja szolgál a járatok egyik megállójának. A 8901-es mellékút szorosan elhalad Dozmat mellett, bár azt már nem érintik a távolsági járművek. Rövid ideig az Alpokalja tájain a 89-es főúton is tartózkodik, de csak a bucsui országhatárig, ahol 63-as útként folytatja útját. Az osztrák szakaszon céljáratként üzemel, hiszen sehol se tesz megállást Felsőőrig.
Az ausztriai kisvárosban három pontban állnak meg a buszok. Szombathely felől a reggel folyamán egyik járat először a Fő téren át, majd onnan a felsőőri ipari iskolához tart a kéttannyelvű gimnáziumon keresztül, de a másik az ipari iskolától egy kört tesz a gimnáziumhoz. Ellentétes irányban a gimnázium nem érintett, ellenben a Fő tér minden alkalommal.

## Közlekedése
Indításai osztrák tanítási napokon történnek, reggelente duplázott járat Szombathelyről, délután szintén kettő Felsőőrről, mely közül az egyik eltérő időpontban kezdi útját pénteki napokon. A járatok belföldi utazásra nem vehetők igénybe.
| Viszonylat                                    | Indításszám | Közlekedési rend         |
| --------------------------------------------- | ----------- | ------------------------ |
| Szombathely, aut. áll. – Felsőőr, középiskola | 2 pár       | osztrák tanítási napokon |

### Járművek
A Szombathely és Felsőőr közötti 715-ös buszvonal nagy forgalmat bonyolít le a kettő város között, elsősorban a diák tanulók körében. Mióta a vasúti kapcsolat (Szombathely–Pinkafő-vasútvonal) már nem létezik közöttük, mégnagyobb jelentőséggel bírnak az autóbuszok, melyek 2014-ig a Vasi Volán, 2015 és 2019 között az ÉNYKK, 2019 és 2024 között a Volánbusz üzemeltetésében álltak. Az alapfelállás jellemzően egy Credo LH 12 és Credo LC 9,5 autóbuszokból állt, melyek a távolsági közlekedésre kiváló célt szolgáltak előbbi 12 méteres, utóbbi 9,5 méteres kialakításban.
Manapság Credo Inovell 12 gépezetek viszik végbe a tömérdek magyar tanuló szállítmányozását az osztrák testvérvárosba.

## Megállóhelyei
| 0                                    | 0  | Szombathely, autóbusz-állomás végállomás                         | 0.0 km  | 0.0 km  | 1U, 4H, 5, 5H, 7H, 8, 9, 10H, 22, 23, 27, 27A, 30Y 717 1636, 1642, 1643, 1660, 1662, 1663, 1664, 1666, 1667, 1668, 1669, 1671, 1673, 1715, 1726, 1727, 1806, 1848 6602, 6603, 6604, 6605, 6610, 6611, 6616, 6617, 6620, 6623, 6628, 6630, 6632, 6635, 6640, 6645, 6648, 6653, 6654, 6655, 6660, 6663, 6680, 6686, 6690, 6703 |
| 1                                    | 1  | Szombathely, Órásház                                             | 1.1 km  | 1.1 km  | 2A, 2C, 4H, 5, 5H, 8H, 9, 10H, 20, 29A, 29C, 30Y 6686, 6690 |
| 2                                    | 2  | Szombathely, Dugovics Titusz utca                                | 2.6 km  | 2.6 km  | 10H, 22, 30Y |
| 3                                    | 3  | Szombathely, Aranypatak lakópark                                 | 3.7 km  | 3.7 km  | 10H, 22 6686, 6690 |
| 4                                    | 4  | Sé, autóbusz-váróterem                                           | 5.4 km  | 5.4 km  | 6686, 6690 |
| 5                                    | 5  | Torony, Flórián tér                                              | 7.3 km  | 7.3 km  | 6686, 6690 |
| 6                                    | 6  | Bucsu, országhatár                                               | 12.4 km | 12.4 km | |
| Magyarország – Szlovákia országhatár |    |                                                                  |         |         | |
| 7                                    | 7  | Schachendorf, Staatsgrenze Csajta, országhatár                   | 13.0 km | 13.0 km | |
| ∫                                    | 8  | Oberwart, Hauptschule Felsőőr, középiskola végállomás            | ∫       | 37.2 km | 310 |
| 8                                    | ∫  | Oberwart, Hauptplatz Felsőőr, Fő tér                             | 36.3 km | ∫       | 310 |
| 9                                    | 9  | Oberwart, Kéttannyelvű Gimnázium Felsőőr, Kéttannyelvű Gimnázium | 36.6 km | 38.8 km | 310 |
| 10                                   | 10 | Oberwart, Hauptschule Felsőőr, középiskola végállomás            | 37.1 km | 39.3 km | 310 |